# L'Amour en vol
Albums de Leslie
Mes couleurs
(2004) Futur 80
(2008)
Singles
1. L'Envers de la Terre
Sortie : 11 juillet 2006
2. Sobri 2  (feat Amine)
Sortie : 27 novembre 2006
3. Accorde-moi  (feat Bobby Valentino)
Sortie : 23 avril 2007

L'Amour en vol est le troisième album studio de Leslie sorti le 20 novembre 2006.

## Liste des titres
Toutes les chansons sont écrites et composées par Leslie.
| No  | Titre                                                              | Auteur                     | Producteur(s)             | Durée |
| --- | ------------------------------------------------------------------ | -------------------------- | ------------------------- | ----- |
| 1.  | Je le ferai pour toi                                               | L. Bourgouin               | Maleko                    | 3:19  |
| 2.  | L'Envers de la Terre                                               | L. Bourgouin               | Beegy, Pete Boxsta Martin | 3:36  |
| 3.  | Capitales riches                                                   | L. Bourgouin               | Kore, Bellek, A. Mazin    | 3:10  |
| 4.  | Accorde-moi (feat. Bobby Valentino)                                | L. Bourgouin, B. Valentino | Kenny Smooth              | 3:38  |
| 5.  | Un pas vers l'amour                                                | L. Bourgouin               | Kore, Bellek, A. Mazin    | 1:23  |
| 6.  | S'échapper                                                         | L. Bourgouin               | Kore, Bellek, A. Mazin    | 2:49  |
| 7.  | Sobri 2 (feat. Amine)                                              | L. Bourgouin, Amine        | Kore, Bellek, A. Mazin    | 3:21  |
| 8.  | L'amour en vol                                                     | L. Bourgouin               | Funkateer                 | 3:33  |
| 9.  | Echanger nos vies                                                  | L. Bourgouin               | Cyril Ballouard, Maleko   | 4:08  |
| 10. | Cherish                                                            | L. Bourgouin               | Maleko                    | 4:18  |
| 11. | Maman                                                              | L. Bourgouin               | Funkateer                 | 1:55  |
| 12. | Vers le paradis                                                    | L. Bourgouin               | Kore, Bellek, A. Mazin    | 3:43  |
| 13. | Si le temps                                                        | L. Bourgouin               | Maleko                    | 3:27  |
| 14. | Je veux être                                                       | L. Bourgouin               | Maleko                    | 3:39  |
| 15. | Ce qu'il y a entre nous / Ouragan (Reprise de Stéphanie de Monaco) | L. Bourgouin               | Maleko                    | 10:00 |

### Crédits
- Design – Crazybaby.fr
- [Sound] – Thierry Chassang
- Producer [Co-] – Maleko (2) (pistes : 1, 9, 10 & 13 to 15), Nizard (pistes : 1, 9, 10 & 13 to 15)
- Management – Bozda Ya Ent*
- Management [Bobby Valentino] – Courtney "Court Luv" Stewart*
- Management [Coordination] – Tim Ahmann
- [Hair] – Fred Barat
- [Make Up] – Odile Subra
- Photography By – Slam/Slam Photography
- Producer – Georges & Kool, Thierry*

## Classement
| Classement (2006) | Meilleure position | Semaines classées |
| ----------------- | ------------------ | ----------------- |
| France            |                    |                   |

### Certification
| Pays          | Date | Certifications          | Ventes  |
| ------------- | ---- | ----------------------- | ------- |
| France (SNEP) | 1    | Argent[réf. nécessaire] | 100 000 |